# Liste der Orte im Kreis Vâlcea
Der Kreis Vâlcea in Rumänien besteht aus offiziell 608 Ortschaften, von denen 11 den Status einer Stadt und 78 den einer Gemeinde haben. Die übrigen Ortschaften sind administrativ den Städten und Gemeinden zugeordnet.

## Städte
| - Băbeni - Băile Govora - Băile Olănești - Bălcești | - Berbești - Brezoi - Călimănești - Drăgășani | - Horezu - Ocnele Mari - Râmnicu Vâlcea |

## Gemeinden
| - Alunu - Amărăști - Bărbătești - Berislăvești - Boișoara - Budești - Bujoreni - Bunești - Câineni (Gemeindesitz: Câinenii Mici) - Cernișoara - Copăceni - Costești - Crețeni - Dăești - Dănicei (Gemeindesitz: Dealu Lăunele) - Diculești - Drăgoești - Fârtățești - Făurești - Frâncești - Galicea - Ghioroiu - Glăvile - Golești (Gemeindesitz: Popești (Golești)) - Grădiștea - Gușoeni | - Ionești - Lăcusteni - Lădești - Laloșu - Lăpușata (Gemeindesitz: Sărulești) - Livezi - Lungești - Măciuca (Gemeindesitz: Oveselu) - Mădulari - Malaia - Măldărești - Mateești - Mihăești - Milcoiu - Mitrofani - Muereasca - Nicolae Bălcescu (Gemeindesitz: Rotărăști) - Olanu - Orlești - Oteșani - Păușești - Păușești-Măglași - Perișani - Pesceana - Pietrari - Popești | - Prundeni - Racovița - Roești - Roșiile - Runcu - Sălătrucel - Scundu - Sinești - Șirineasa - Slătioara - Stănești - Ștefănești - Stoenești - Stoilești - Stroești - Șușani - Sutești - Tetoiu - Titești - Tomșani - Vaideeni - Valea Mare - Vlădești - Voicești - Voineasa - Zătreni |

## A
| - Afânata - Aldești - Andreiești - Aninoasa | - Aranghel - Aricioaia - Armășești | - Arsanca - Aurești - Avrămești |

## B
| - Băbeni-Oltețu - Băbuești - Bădeni - Băiașa - Băiașu - Băjenari - Balaciu - Balomireasa - Balota - Bălșoara - Bălteni - Bălțățeni - Băluțoaia - Bănești - Bănțești - Bărbărigeni - Bărbuceni - Barcanele - Bărcănești - Bârlogu - Băroiu - Bârsești (Budești) | - Bârsești (Mihăești) - Bârsoiu - Barza - Bârzești - Bătășani - Becșani - Benești - Berbești (Laloșu) - Bercioiu - Berești - Bistrița - Blănoiu - Blejani - Blidari - Bocșa - Bodești (Alunu) - Bodești (Bărbătești) - Bogdănești (Bujoreni) - Bogdănești (Oteșani) - Bogdănești (Tomșani) - Bonciu - Bondoci | - Boroșești - Botorani - Brădișor - Bradu-Clocotici - Bratia din Deal - Bratia din Vale - Bratovești - Broșteni - Buciumeni - Bucșani - Buda - Budele - Budești (Făurești) - Budurăști - Bulagei - Buleta - Bumbuești - Bungețani - Burdălești - Butanu - Buzdugan |

## C
| - Căciulata - Câinenii Mari - Câinenii Mici - Căligi - Călina - Călinești - Capu Dealului (Băbeni) - Capu Dealului (Drăgășani) - Carcadiești - Cârlogani - Cârstănești - Casa Veche - Cățetu - Căzănești (Ghioroiu) - Căzănești (Milcoiu) - Căzănești (Râmnicu Vâlcea) - Ceretu - Cermegești (Lădești) - Cermegești (Pesceana) - Cerna - Cernelele - Cetățeaua | - Cheia - Cherăști - Chiceni - Chirculești - Chiricești - Cioboți - Ciocâltei - Ciocănari - Cioponești - Ciorăști - Ciortești - Cireșu - Cireșul - Ciucheți - Ciumagi - Ciungetu - Ciutești - Coasta Cerbului - Coasta (Golești) - Coasta (Păușești-Măglași) - Coasta Mare - Cocoru | - Colelia - Colțești - Comanca - Condoiești - Contea - Copăcelu - Copăceni (Racovița) - Corbii din Vale - Corbu - Cornet - Cosota - Coșani - Crângu - Cremenari - Cucești - Cuci - Cucoiu - Cuculești - Cueni - Curăturile - Curtea |

## D
| - Dăești (Popești) - Dămțeni - Dăncăi - Dângești - Dealu Aluniș - Dealu Bisericii - Dealu Corni - Dealu Glămeia - Dealu Lăunele - Dealu Malului - Dealu Mare (Galicea) - Dealu Mare (Gușoeni) - Dealu Mare (Ionești) | - Dealu Scheiului - Dealu Văleni - Dejoi - Deleni - Delureni (Ionești) - Delureni (Stoilești) - Delureni (Valea Mare) - Dezrobiți - Diaconești - Dianu - Dimulești - Dobrești | - Dobricea - Dobriceni - Dobrușa - Dosu Râului - Dozești - Drăganu - Drăgănești (Brezoi) - Drăgănești (Golești) - Drăgioiu - Drăgulești - Dumbrava - Dumbrăvești |

## F
| - Făcăi - Făurești (Zătreni) - Fedeleșoiu - Firești - Firijba | - Fișcălia - Foleștii de Jos - Foleștii de Sus - Fotești | - Frâncești-Coasta - Frasina - Fumureni - Fundătura |

## G
| - Găgeni - Găinești - Gâltofani - Gănești - Gănțulei - Gârnicet - Gârnicetu - Gătejești - Găujani - Găvănești - Geamăna (Drăgoești) - Geamăna (Stoilești) - Genuneni | - Ghindari - Ghiobești - Gibești - Ginerica - Giulești - Giuleștii de Sus - Giurgiuveni - Giuroiu - Glodu - Golotreni - Gorunești (Bălcești) - Gorunești (Slătioara) - Govora | - Greblești - Gropeni - Groși - Gruieri - Gruiu - Gruiu Lupului - Guguianca - Gura Crucilor - Gura Suhașului - Gura Văii - Gurguiata - Gurișoara - Gușoianca |

## H
| - Herăști - Hotărasa | - Hotarele | - Hotăroaia |

## I
| - Iacovile - Ifrimești - Igoiu - Ilaciu | - Irimești - Izbășești - Izvorașu | - Izvoru - Izvoru Rece (Stoilești) - Izvoru Rece (Vaideeni) |

## J
| - Jaroștea | - Jiblea Nouă | - Jiblea Veche |

## L
| - Lăcustenii de Jos - Lăcustenii de Sus - Lăunele de Jos - Linia (Budești) - Linia (Grădiștea) | - Linia Dealului - Linia Hanului - Linia pe Vale - Livadia | - Lunca (Bujoreni) - Lunca (Ocnele Mari) - Lupoaia - Lupuiești |

## M
| - Măciuceni - Mădulari (Cernișoara) - Măgura - Măgureni - Măldărești (Lădești) - Măldărești (Măciuca) - Măldăreștii de Jos - Malu - Malu Alb - Malu Vârtop - Mamu - Mănăilești - Măneasa - Mângureni | - Mănicea - Marcea - Mărcușu - Mărgineni - Marița - Măricești - Măzăraru - Măzili - Mecea - Meieni - Mereșești - Mierea - Mijați - Mijlocu | - Milești - Milostea - Mirești - Mlăceni - Modoia - Mogești - Mogoșești - Mologești - Mosoroasa - Moșteni - Mrenești - Muereasca de Sus - Munteni |

## N
| - Neghinești - Negraia - Negreni | - Negrulești - Nemoiu - Nenciulești | - Nețești - Nicolești - Nisipi |

## O
| - Obârșia - Obislavu - Obogeni - Obrocești - Ocnița - Ocracu | - Olănești - Olteanca (Glăvile) - Olteanca (Lădești) - Olteni - Oltețani | - Oltețu - Opătești - Ostroveni - Otetelișu - Oveselu |

## P
| - Padina - Pădurețu - Palanga - Pârâienii de Jos - Pârâienii de Mijloc - Pârâienii de Sus - Părăușani - Păsărei - Păscoaia - Păsculești - Pătești - Păușa - Păușești-Otăsău - Pertești - Pietrari (Păușești-Măglași) - Pietrarii de Sus - Pietreni - Pietrișu | - Pietroasa - Piscu Mare - Piscu Pietrei - Piscu Scoarței - Pleașa - Pleșești - Pleșoiu (Livezi) - Pleșoiu (Nicolae Bălcescu) - Podeni - Poenari - Poenița - Poiana - Poienari - Pojogi-Cerna - Popești (Fârtățești) - Popești (Golești) - Popești (Lădești) | - Popești (Măciuca) - Popești (Nicolae Bălcescu) - Popești (Sinești) - Popești (Stoenești) - Popești (Tetoiu) - Portărești - Prajila - Predești - Preoțești - Priba - Priloage - Pripoara - Pripoare - Priporu - Procopoaia - Prodănești - Proieni |

## R
| - Racovița (Budești) - Racu - Rădăcinești - Râmești (Horezu) - Râmești (Șușani) - Râpa Cărămizii - Râpănești - Rățălești - Râu Vadului | - Râureni - Robaia - Robești - Roești (Pesceana) - Romanești - Români - Romanii de Jos - Romanii de Sus | - Roșia - Roșioara - Roșoveni - Rotărăști - Ruda - Rugetu (Mihăești) - Rugetu (Slătioara) - Rusănești |

## S
| - Saioci - Săliștea - Sărsănești - Sărulești - Sășcioara - Sânbotin - Sârbi - Satu Poieni - Scaioși - Scărișoara - Scăueni - Schitu - Scorușu - Seaca (Călimănești) - Seaca (Sălătrucel) - Seciu - Șerbăneasa | - Șerbănești (Lăpușata) - Șerbănești (Păușești) - Șerbănești (Sălătrucel) - Șerbănești (Ștefănești) - Silea - Slătioarele - Slăvitești - Snamăna - Șolicești - Șotani - Spârleni - Spinu - Stănculești - Stănești (Stoilești) - Stănești-Lunca - Stanomiru - Ștefănești (Măciuca) | - Știrbești - Stoenești (Berislăvești) - Stoicănești - Stoiculești - Stolniceni - Străchinești - Streminoasa - Stupărei - Sub Deal - Suiești - Surdoiu - Șuricaru - Surpatele - Surpați - Suseni - Șuta |

## T
| - Tănăsești - Tanislavi - Târgu Gângulești - Tătărani - Țeica - Teiu - Teiul - Teiușu | - Telechești - Țepești - Tepșenari - Tighina - Tina - Tisa - Titireci - Troian | - Trundin - Tufanii - Tulei-Câmpeni - Turburea - Turcești - Tuțulești - Țuțuru |

## U
| - Udrești - Ulmețel - Ulmetu | - Urșani - Urși (Popești) - Urși (Stoilești) | - Ursoaia - Urzica - Ușurei |

## V
| - Valea Alunișului - Valea Babei - Valea Bălcească - Valea Caselor (Drăgășani) - Valea Caselor (Popești) - Valea Cheii - Valea Grădiștei - Valea lui Stan - Valea Lungă - Valea Măceșului - Valea Mare (Băbeni) | - Valea Mare (Berbești) - Valea Râului - Valea Scheiului - Valea Ursului - Valea Văleni - Valea Viei - Văleni (Păușești) - Văleni (Zătreni) - Vărateci - Văratica - Văratici | - Vârleni - Vătășești - Verdea - Vețelu - Viișoara - Vlăduceni - Vlădulești - Voiceștii din Vale - Voiculeasa - Voineșița - Vulpuești |

## Z
| - Zărneni - Zărnești - Zătrenii de Sus | - Zăvideni - Zăvoieni - Zgubea | - Zlătărei - Zmeurătu |